# Sant’Angelo a Cupolo
Sant’Angelo a Cupolo – miejscowość i gmina we Włoszech, w regionie Kampania, w prowincji Benewent.
Według danych na I 2009 gminę zamieszkiwało 4328 osób przy gęstości zaludnienia 397,1 os./1 km².